# Wilf Mannion
Wilf Mannion (Middlesbrough, Inglaterra; 16 de mayo de 1918-Teesside, Inglaterra; 14 de abril de 2000) fue un futbolista y entrenador inglés que jugó en la posición de delantero. Por el color rubio del cabello era conocido como "The Golden Boy".

## Carrera

### Inicios
Hijo de los inmigrantes irlandeses Tommy y Mary Mannion y parte de una familia de 10 hermanos.

### Club
Mannion se unió al club local Middlesbrough F.C. en 1936 y participó en 341 partidos en la Football League y anotó 99 goles. Anotó 110 goles en total con Middlesbrough.
Mannion estuvo en Francia e Italia durante la Segunda Guerra Mundial, y en Italia fue un oficial superior del jugador de críquet inglés Hedley Verity.
Al final de la temporada 1947–48 buscó su traspaso, pero el Middlesbrough se negó. A manera de protesta dijo que no jugaría y por eso en la siguiente temporada fue finalmente dado de baja y volvió a jugar en el Middlesbrough.
Luego de que inicialmente se retirara como jugador en 1954, Mannion después pasaría al Hull City. Sin embargo, la Football League lo suspendió por los artículos que había escrito, Pasó a jugar en la non-league football con el Poole Town y el Cambridge United.

### Selección nacional
Mannion tuvo 26 apariciones con Inglaterra entre 1946 y 1951, y su último partido fue el 3 de octubre de 1951. Formó parte de la selección nacional que jugó en Brasil 1950. Junto a su compañero en el Middlesbrough y la selección nacional George Hardwick, formaron parte de Gran Bretaña que enfrentó a Resto de Europa en la victoria por 6–1 en 1947.
Actualmente es el único jugador del Middlesbrough que ha anotado gol para Inglaterra en una Copa Mundial de Fútbol.

## Tras el retiro
A Mannion le fue hecho un partido de homenaje por el Middlesbrough en 1983, junto a su colega George Hardwick.
Mannion muere el 14 de abril de 2000 a los 81 años. Tras su muerte, el Middlesbrough FC levantó una estatua de Mannion a las afueras del Riverside Stadium.
En 2004 se anunció su inducción al Salón de la Fama del fútbol inglés y al Museo Nacional de Fútbol.